# Ludwig Boltzmann Institut für Archäologische Prospektion und Virtuelle Archäologie
Das Ludwig Boltzmann Institut für Archäologische Prospektion und Virtuelle Archäologie (LBI ArchPro) in Wien ist eine außeruniversitäre Forschungseinrichtung der Ludwig Boltzmann Gesellschaft und widmet sich der Forschung, Entwicklung und Lehre auf dem Gebiet der zerstörungsfreien großflächigen archäologischen Prospektion.

## Geschichte und Organisation
Die Gründung erfolgte am 2. April 2010 von der Ludwig Boltzmann Gesellschaft und mehreren europäischen Partnern. Die Institutsleitung obliegt seit der Gründung Wolfgang Neubauer.
Ein integraler und wichtiger Bestandteil des LBI ArchPro sind seine Partnerorganisationen. Diese sind die Ludwig Boltzmann Gesellschaft, die Zentralanstalt für Meteorologie und Geodynamik, die Verwaltung des Landes Niederösterreich, das Norwegische Institut für Denkmalforschung, die Universität Wien (Vienna Institute for Archaeological Science), die Technische Universität Wien (Institut für Photogrammetrie und Fernerkundung, Institut für Computergraphik und Algorithmen), die Universität Birmingham, das Römisch-Germanische Zentralmuseum in Mainz, Vestfold fylkeskommune in Norwegen, Airborne Technologies, 7reasons Medien GmbH, die Österreichische Akademie der Wissenschaften (Institut für Kulturgeschichte der Antike, Institut für Orientalische und Europäische Archäologie) und das Österreichische Archäologische Institut.
Mit dem Institut für Archäologie und Antike Geschichte der Universität Lund in Schweden besteht ein Kooperationsvertrag.

## Forschungsaufgaben
Das LBI ArchPro widmet sich der Entwicklung und Anwendung neuartiger Methoden zur effizienten, zerstörungsfreien, hochauflösenden archäologischen Untersuchung großer Gebiete. Zu diesem Zweck werden neueste Techniken der Fernerkundung und der geophysikalischen Prospektion, der Computerwissenschaften, des Vermessungswesens und der Archäologie kombiniert, adaptiert und weiterentwickelt. Mittels der entwickelten Werkzeuge sollen im Bereich ganzer archäologischer Landschaften Boden- und Kulturdenkmäler detektiert, dokumentiert, visualisiert und analysiert werden können.
Im Rahmen von großangelegten Fallstudien und Feldversuchen werden die Methoden und Techniken in den Partnerländern in Zusammenarbeit mit den nationalen Partnern erprobt und zur Anwendung gebracht. Beispiele sind das Stonehenge Hidden Landscape Project, das ArchPro Carnuntum Projekt, die Prospektion der UNESCO-Welterbestätte Birka-Hovgården in Schweden und großflächige archäologische Prospektion in der Provinz Vestfold in Norwegen.

## Kompetenzbereiche
Das LBI ArchPro betreibt Forschung und Entwicklung in den folgenden Schwerpunktsbereichen:
Fernerkundung (Archäologische Prospektion aus der Luft mit bemannten und unbemannten Flugzeugen)
- Luftbildfotografie (automatische Verortung und Entzerrung von Luftbildern)
- Airborne Laserscanning (Erstellung digitaler terrestrischer und batimetrischer Geländemodelle; Entwicklung von Filteralgorithmen)
- Airborne hyperspectral scanning

Geophysikalische Archäologische Prospektion (zerstörungsfreie Untersuchung des oberflächennahen Untergrundes mit Hilfe geophysikalischer Messverfahren)
- Magnetometrie (Entwicklung und Anwendung hochauflösender motorisierter Mehrkanal-Magnetometersysteme)
- Bodenradar Prospektion (Entwicklung und Anwendung hochauflösender motorisierter Mehrkanal-Messsysteme)
- Elektromagnetische Induktionsmessungen
- Softwareentwicklung (Herstellung umfassender Computerprogramme zur effizienten Bearbeitung der in sehr großer Menge aufgezeichneten geophysikalischen Prospektionsdaten)

Archäologische Interpretation (Integrierte Interpretation der Prospektionsdaten in einem Geographischen Informations System)
- Erstellung geeigneter Geodatenbanken
- Erstellung von automatischen und semi-automatischen Klassifizierungs- und Interpretationsalgorithmen
- Erstellung des GIS-basierten Analyse und Interpretationswerkzeugs ArcheoAnalyst

Virtuelle Archäologie
- Digitale Dokumentation archäologischer Stätten und Ausgrabungen (mittels Laser Scanning und photogrammetrischer Methoden)
- Fusionierung von Prospektionsdaten
- Integration der archäologischen Stratigraphie in die Analyse der Prospektionsdaten
- Virtuelle Rekonstruktion archäologischer Stätten

Vermittlung und Lehre (wissenschaftliche und populärwissenschaftliche)
- Lehrtätigkeit in Archäologischer Prospektion (Universität Wien und andere)
- Wissenschaftliche Publikationen
- Organisation wissenschaftlicher Konferenzen[5]
- Initiativkolleg für Archäologische Prospektion[6]
- Produktion von Dokumentarfilmen
- Organisation von, und Beiträge zu, Ausstellungen

## Auszeichnungen
- Im Dezember 2011 wurde die Entdeckung einer römischen Gladiatorenschule bei Carnuntum durch das LBI ArchPro von dem Archaeological Institute of America unter die Top 10 archäologischen Entdeckungen des Jahres gewählt.[7]

- Im Dezember 2014 wurde die großflächige archäologische Untersuchung der Landschaft um Stonehenge durch das LBI ArchPro von dem Archaeological Institute of America unter die Top 10 Archäologischen Entdeckungen des Jahres gewählt.[8]

- Im Januar 2016 wurde der Leiter des LBI ArchPro, Wolfgang Neubauer, vom österreichischen Klub der Bildungs- und Wissenschaftsjournalisten zum Wissenschaftler des Jahres 2015 ernannt.[9]